# Bienrode-Waggum-Bevenrode
Bienrode-Waggum-Bevenrode ist ein ehemaliger Stadtbezirk Braunschweigs, der die nordnordöstlich gelegenen Stadtteile umfasst.
Seit 1. November 2011 bildet er zusammen mit dem ehemaligen Stadtbezirk Wabe-Schunter den neuen Stadtbezirk 112 Wabe-Schunter-Beberbach.

## Geografie

### Ortsteile
Im ehemaligen Stadtbezirk Bienrode-Waggum-Bevenrode liegen die Ortschaften
- Bevenrode
- Bienrode
- Waggum

und der Flughafen Braunschweig-Wolfsburg.